# Amenra
Amenra (ausgesprochen „Amen Ra“) ist eine belgische Post-Metal-Band, die 1999 in Kortrijk gegründet wurde und aus der Hardcore-Band Spineless hervorging.

## Geschichte
Nach der Auflösung der Band Spineless wurde Amenra von Sänger Colin H. van Eeckhout, Gitarrist Mathieu Vandekerckhove und Bassist Kristof Mondy gegründet. Die Gründung benennt Colin H. van Eeckhout als den wichtigsten Augenblick der Bandgeschichte, welche durch den späteren Tod seines Vaters als Projekt Ernsthaftigkeit erhielt. Bis zum Jahr 2003 stieß Bjorn Lebon hinzu und in diesem ersten festen Lineup nahmen Amenra ihr Debütalbum auf. Die Bandkonstellation veränderte sich seither nur geringfügig. So stieß Lennart Bossu 2008 als weiterer Gitarrist zur Band.
Über die Jahre veröffentlichten Amenra neben den regulären Studioalben eine Vielzahl an Split-EPs und zum Teil limitiertem Zusatzmaterial. Im Jahr 2009 erschien das Akustikalbum Afterlife sowie das Buch und die DVD der Church of Ra. 2012 erschien das Livealbum Live mit einer Auswahl von Aufnahmen aus Griechenland, Belgien und den Niederlanden. Im gleichen Jahr unterzeichnete die Band einen Vertrag mit Neurot Recordings.

## Inhalt
Neben den in den Songtexten enthaltenen Metaphern, fassen die Musiker und Künstler alle zusammenhängenden Projekte als Church of Ra zusammen und bezeichnen den Zusammenhang als eine Überzeugung und Art der Gläubigkeit.
Religiöse Themata und eine Dualität aller Dinge sind Kernbegriffe der Church of Ra.
Personell umfasst die Church of Ra überwiegend Musiker und bildende Künstler, deren Werke auf verschiedenen Kunstausstellungen in Belgien und Frankreich präsentiert werden. Alle Künstler stehen in einem engen Verbund mit Amenra. Die Werke der verschiedene Künstler fließen in die Gestaltung des Gesamtkunstwerkes der Church of Ra mit ein und ergänzen die Arbeiten anderer Künstler. Neben den ästhetischen und thematischen Gemeinsamkeiten der Church of Ra sollen alle Facetten der Organisation, mittels eines Selbstreflektierenden Ausdrucks, dem psychologischen Ziel dienen, jedem zur Erkenntnis einer individuellen Wahrheit zu verhelfen.
Religiöse Motive spiegeln sich in den Auftritten, Videos und Artworks der gesamten Church of Ra wider. Colin H. Van Eeckhout sieht so auch Amenra, welche er als den Kern der Church of Ra bezeichnet, in einer ethischen Funktion, ohne derweil belehrend oder reglementierend eingreifen zu wollen.

„Es geht darum, ein "gutes Leben" zu führen, ein "guter Mensch" zu sein. Ich werde mich hüten, hier irgendwelche Regeln aufzustellen, an die sich irgendwer halten soll. Du hast die Musik und Texte, aus denen sich jeder was gewinnen kann. Ohnehin hat doch jeder sein eigenes Leben, aus dem sich jeder was herausziehen und für das jeder seine eigenen Spielregeln aufstellen kann.“

Eeckhout spricht dem ethischen und ästhetischen Konzept hinter der Church of Ra eine hohe Bedeutung zu, die sich auch in der ästhetischen Codierung und Perfektionierung der Inhalte und Gestaltungen aller wahrnehmbaren Elemente der Church of Ra wiederfindet. Von der Covergestaltung über Musikvideos und Merch-Artikeln aber auch Kunstprojekten und Büchern bis zu der Gestaltung der Projekteigenen Website ist alles Teil dieses künstlerisch-ästhetischen sowie ethischen Konzeptes.

## Stil
Amenra werden dem Post-Metal zugerechnet. In Besprechungen wird auf Wechsel zwischen „Verharrungsphasen“ und Ausbrüchen in Form von Tempowechseln und tief gestimmten Gitarrenriffwellen hingewiesen. Zur Stileingrenzung wird die Band mit frühen Isis und Neurosis verglichen – eine Umschreibung, welcher im Zuge der Kooperation mit Scott Kelly und dem Neurosis-eigenen Label Neurot Recordings auch Eeckehout zustimmte.

„Ich kann gar nicht beschreiben, was für ein erfüllendes Gefühl es ist, die Anerkennung von denjenigen zu erhalten, die den Weg vor uns beschritten haben, die wir respektieren und denen wir immens viel schulden. Ohne Neurosis hätte es vermutlich niemals Amenra gegeben.“

## Diskografie
- 2003: Mass I: Prayer I - VI (Album, Anvil of Fury)
- 2004: AmenRa/Vuu (Split-EP, Fivestar)
- 2004: Prayers 8 + 10 (EP, Grave Escape)
- 2004: Gameness/Amen Ra/Gantz/Vuur (Split-Album, Heart of Fire)
- 2005: Mass II: Sermons (EP, Eigenvertrieb)
- 2005: Mass III (Album, Fivestar, Sound Devastation)
- 2007: Amenra/Hitch (Split-EP, Vlas Vegas)
- 2008: Mass IIII (Album, Hypertension Records)
- 2009: Mass III-II + IIII (Kompilation, Init Records)
- 2009: Afterlife (EP, Eigenvertrieb)
- 2011: Amenra/Black Heart Rebellion (Split-EP, S&D)
- 2011: Amenra/Hive Destruction (Split-EP, Init Records)
- 2011: Amenra/Oathbreaker (Split-Ep, Church of Ra)
- 2012: Amenra/Hessian (Split-EP, Init Records)
- 2012: Live (Livealbum, ConSouling Sounds)
- 2012: Mass V (Album, Neurot Recordings)
- 2015: Live II (Livealbum, Myproudmountain)
- 2017: Mass VI (Album, Neurot Recordings)
- 2020: Le Cercle – Mass VI Live (Livealbum)
- 2020: Acoustic Live (Vivid) (Livealbum)
- 2020: The Cradle: Demos (Demo Album)
- 2020: A Flood of Light (Soundtrack)
- 2020: Het dorp / De zotte morgen (EP)
- 2021: De doorn (Album, Relapse Records)
- 2022: De doorn (Alternate Mix) (Album)
- 2024: Skunk (Original Motion Picture Soundtrack) (Album)
- 2025: With Fang and Claw (EP)
- 2025: De Toorn (EP)

## Video/DVD
- 2005: Mass III DVD (pre-order special)
- 2009: Church of Ra
- 2009: Amenra 23.10 live DVD
- 2013: 22.12 LIVE DVD (Recorded at Ancienne Belgique 22.12.12 Brussels BE)
- 2013: 01.06 LIVE DVD (Recorded at Fortarock 01.06.13 Nijmegen NL)
- 2020: A Flood of Light (Documentation) (Black Edition: DVD; White Limited Edition: Blu-Ray)

## Bücher
- 2009: Church of Ra
- 2014: Amenra/Bible
- 2015: Book "2009-2014"